# Caballo de viento

Caballo de Viento por C.J. Fynn.

El caballo de viento es una alegoría del alma humana surgida en las religiones chamánicas de Asia Central y Asia Oriental. En el budismo tibetano fue adoptado como un elemento esencial en el centro de los cuatro animales que representan los puntos cardinales, así como símbolo de bienestar y buena fortuna. También da nombre a un tipo de bandera de plegaria en la que aparecen representados los cinco animales (Caballo, León de las Nieves, Tigre, Dragón y Garuda).

## En la tradición tibetana
En el Tíbet se generó una distinción entre budismo (Wylie: lha chos, literalmente "religión de los dioses") y la religión popular (Wylie: mi chos, literalmente "religión de los humanos"). El caballo de viento fue una figura destacada de la cultura popular, "un concepto mundano y laico más que un ideal religioso y budista" como explica el académico tibetano Samten G. Karmay.

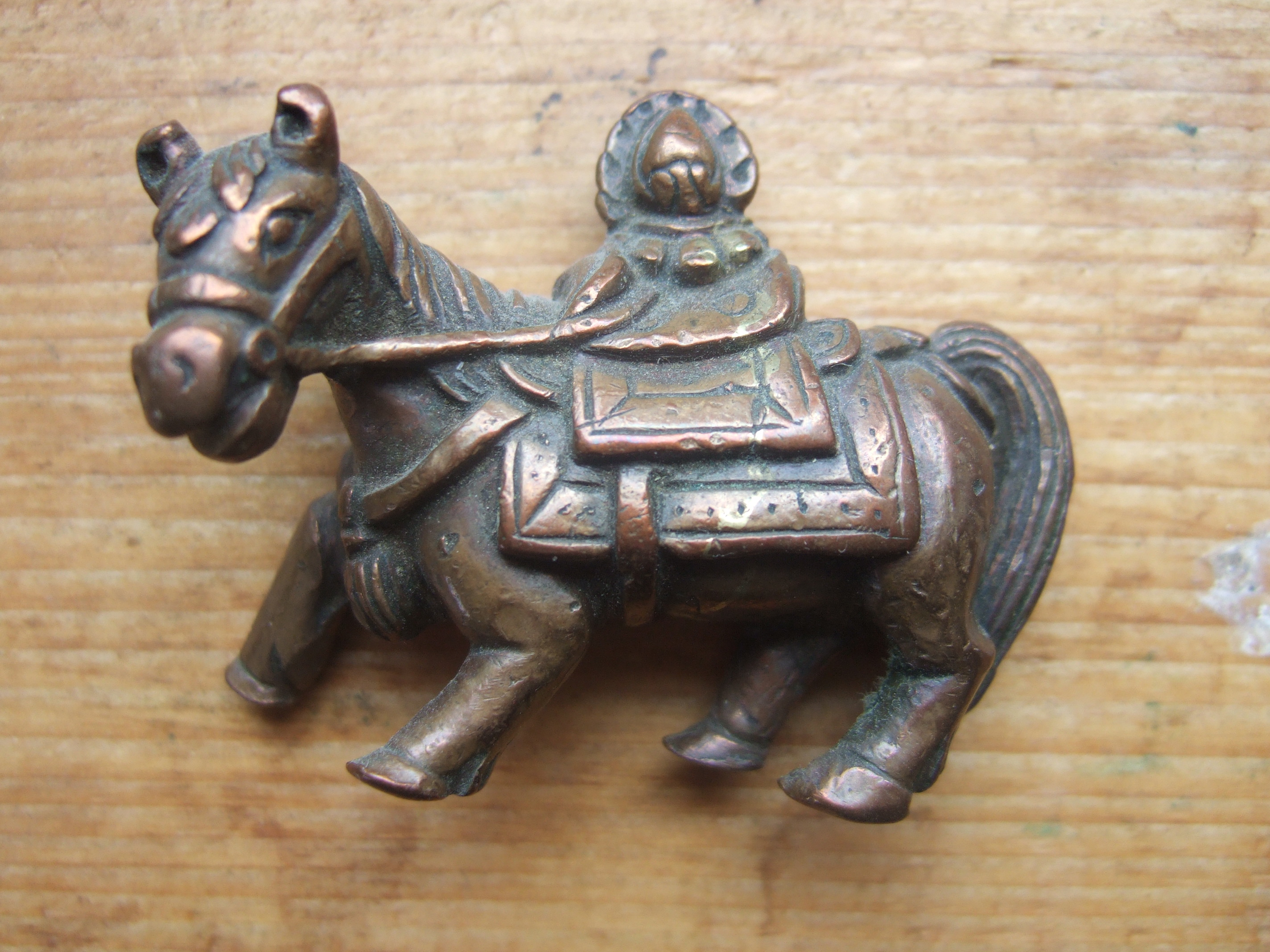
Estatua de bronce del Caballo de Viento.

No obstante, mientras que "el concepto original de rlung ta no guarda ninguna relación con el budismo", con el paso de los siglos se hizo más común la incorporación de elementos budistas. En particular, en el siglo XIX lamas del movimiento Rimé, concretamente el gran maestro Ju Mipham, comenzó a "crear un entrelazamiento sistemático de chamanismo nativo, épica oral, budismo tántrico, alquimia taoísta, y el extraño y vasto tantra Kalachakra", así el caballo de viento fue adquiriendo cada vez más en contextos y con trasfondos budistas.
El caballo de viento tiene muchos significados en el contexto tibetano. Como Karmay señala, "el término [caballo de viento] es todavía, a menudo erróneamente, tomada con el significado de una bandera colocada en el techo de una casa o en un lugar alto cercano a un pueblo. De hecho, es un símbolo de la idea del bienestar o la buena fortuna. Esta idea se observa claramente en expresiones como rlung rta dar ba, el "ascenso del caballo de viento", cuando las cosas van bien con alguien; o rlung rta rgud pa, el "descenso del caballo de viento", cuando ocurre lo contrario. El equivalente coloquial es lam 'gro, que también quiere decir "suerte".

### Origen
En el estudio The Arrow and the Spindle (La Flecha y el Huso), Karmay rastrea muchos antecedentes del caballo de viento en la tradición tibetana. En primer lugar, apunta que ha habido una gran confusión sobre su deletreo debido a que el sonido producido por el término puede ser deletreado tanto klung ta (caballo de río"), como rlung ta (caballo de viento). A principios del siglo XX, el gran maestro Jamgon Ju Mipham Gyatso se sintió obligado a aclarar que, desde su punto de vista, rlung ta era preferible a klung ta, indicando que había existido cierto grado de ambigüedad, al menos hasta ese momento.
Karmay propone que "caballo de río" (klung ta) fue en realidad el concepto original, tal y como se encuentra en el sistema de astrología tibetana nag rtsis, importado de China. El sistema nag rtsis tiene cuatro elementos básicos: srog (fuerza vital), lu (wylie: lus, cuerpo), wangtang (wylie: dbang thang, campo de poder), y lungta (wylie: klung rta, caballo de río). Karmay sugiere que klung ta deriva de la idea china de lung ma, "caballo dragón", porque en la mitología china los dragones con frecuencia surgen de los ríos (aunque druk (wylie: 'brug) es la palabra tibetana para "dragón", en muchos casos se traduce fonéticamente por la palabra china lung). Así, en su propuesta etimológica el término chino lung ma se volvió klung rta, que a su vez se convirtió en rlung rta. Karmay va más allá, y razona que la deriva en el entendimiento de "caballo de río" a "caballo de viento" habría sido reforzada por las asociaciones tibetanas del "caballo ideal" (rta chogs) a la velocidad y el viento.

### Simbolismo

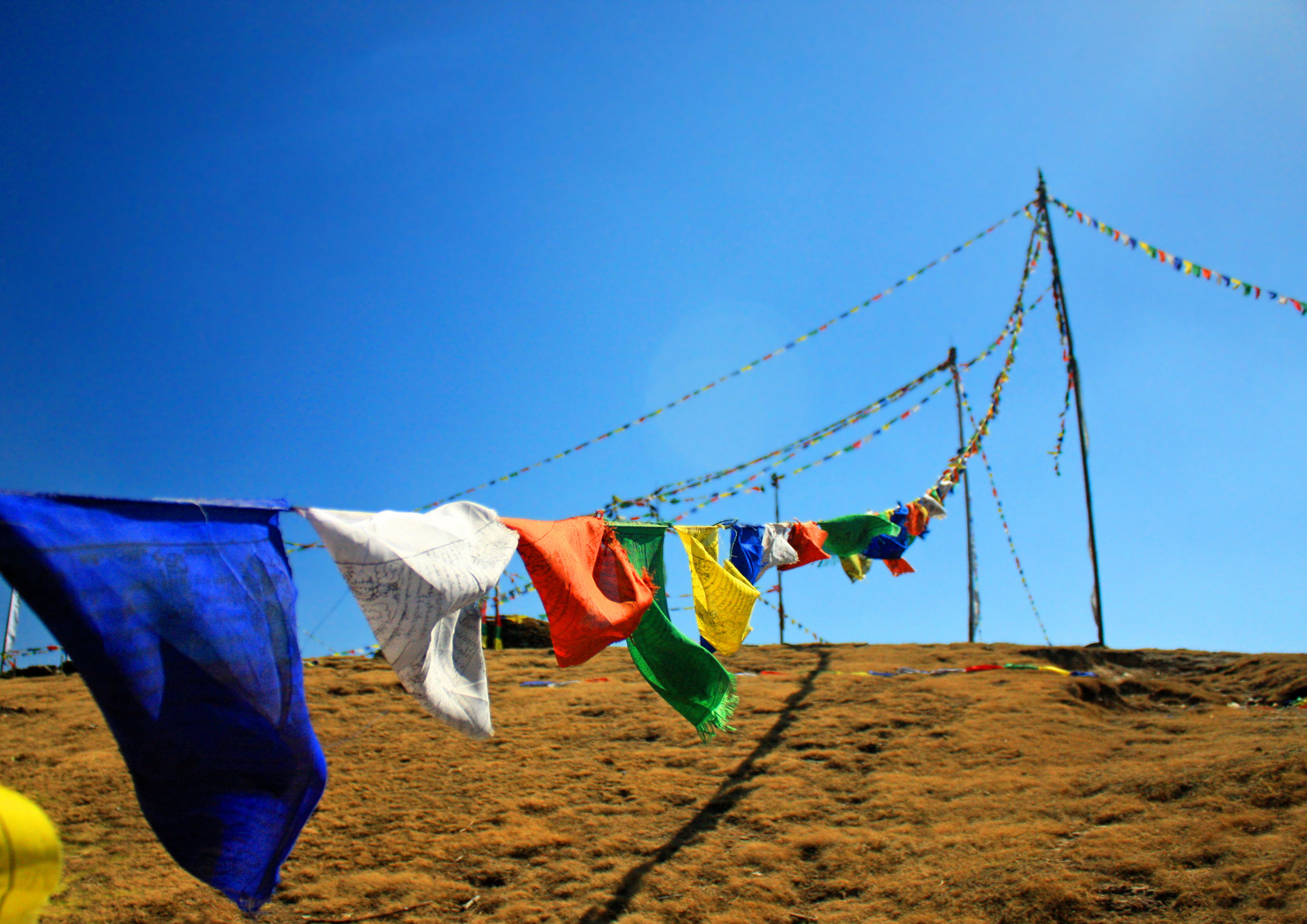
Banderas de plegarias del Caballo de Viento.

En banderas de plegaria e impresiones en papel, el caballo de viento normalmente aparece en compañía de los cuatro animales de los puntos cardinales, los cuales son "una parte integral de la composición rlung rta": garuda y dragón en las esquinas superiores, y el tigre y el león de las nieves en las esquinas inferiores. En este contexto, el caballo de viento es mostrado habitualmente sin alas, pero con las Tres Joyas, o la Chintamani, también llamada la "joya que concede los deseos". Su apariencia se supone que trae paz, riqueza y armonía. El ritual de invocación del caballo de viento tiene lugar normalmente por las mañanas y durante épocas de luna creciente. Las propias banderas son conocidas como "caballo de viento", ya que al ondear en el viento llevan las plegarias al cielo.

### Ritual Lhasang
Las ceremonias del caballo de viento son llevadas a cabo frecuentemente junto al ritual lhasang (Wylie: lha bsang "ofrendas de humo a los dioses"), en los cuales se queman ramas de enebro para formar un humo denso y aromático. Se cree que así se incrementa la fuerza en los suplicantes de los cuatro elementos del nag rtsis, mencionados anteriormente. A menudo al ritual se le llama risang lungta (Wylie: ri bsang rlung rta), la "ofrenda de humo y el lanzamiento al viento o la colocación de banderas de plegarias de lungta en lo alto de las montañas. Este ritual es tradicionalmente y principalmente un ritual secular y "no requiere la presencia de ningún oficiante, ya sea una ceremonia probada o pública". El seglar ruega a una deidad "que incremente su fortuna como el galope de un caballo y que expanda su prosperidad como el hervimiento de la leche" (Wylie: rlung ta ta rgyug/ kha rje 'o ma 'phyur 'phyur).

### Chogyam Trungpa
El maestro budista tibetano de finales del siglo XX Chogyam Trungpa incorporó el caballo de viento, así como los otros cuatro animales (a los que denominó "Las Cuatro Dignidades") en un sistema secular de enseñanzas que se transmiten a través de la organización que él mismo fundó, conocida como Shambala. Mediante esta organización y este sistema de enseñanzas muchos de los conceptos e ideas del budismo tibetano se han expandido y transmitido a Occidente.

## Heráldica

Representación del Caballo de Viento como emblema nacional de Mongolia

A pesar de que el caballo de viento no es un elemento común en la heráldica, es el emblema estatal de Mongolia, país donde el budismo tibetano es la religión mayoritaria desde que en el siglo XVI el emperador Altan Kan decidió establecer relaciones con lamas budistas tibetanos para difundir esta religión. En este caso, es representado como un caballo volador con alas y la joya de los deseos en su lomo.